# Рафанель, Пьер-Анри
Пьер-Анри́ Рафане́ль (фр. Pierre-Henri Raphanel, род. 27 мая 1961 года в Алжире, Французский Алжир) — французский автогонщик, пилот Формулы-1 в 1988—1989 годах.

## Карьера

### Формула-Рено и Формула-3
Свою карьеру Рафанель начал во французском чемпионате Формулы-Рено в 1983 году. По итогам сезона он занял пятое место с 57 очками.
В 1984 году француз перешёл во Французскую Формулу-3, где выступал за команду «FRO». Рафанель одержал одну победу и ещё два раза поднимался на подиум, что принесло ему третье место в зачёте пилотов.
В 1985 году он перешёл в команду «Oreca», пилоты которой неоднократно побеждали в личном зачёте. Рафанель не стал исключением и в четырёх гонках поднимался на высшую ступень подиума, и в борьбе за титул это дало ему 30 очков преимущества над напарником Янником Дальмасом. Также он победил в престижном Гран-при Монако Формулы-3.

### Международная Формула-3000
В 1986 году Рафанель перешёл в Международную Формулу-3000, продолжив сотрудничество с «Oreca». Сезон выдался невыразительным для француза, он лишь дважды попадал в очковую зону — приехав шестым в Спа и завоевав свой первый подиум в Формуле-3000 на этапе в Ле-Мане, что по итогам сезона принесло лишь двенадцатое место и пять очков.
Рафанель продолжил выступления и в следующем году, но сменил команду на «Onyx Racing». Несмотря на это, уровень выступлений француза не изменился, и он как и в прошлом году два раза попадал в очковую зону, единожды приехал на подиум, заняв тринадцатое место в зачёте пилотов.
На свой третий год выступлений Рафанель вернулся в «Oreca». Но снова был лишь один подиум за сезон на этапе в Сильверстоне и тринадцатое место в личном зачёте.

### Формула-1
На заключительном этапе чемпионата мира Формулы-1 сезона 1988 года за рулём автомобиля «Lola LC88» команды «Larrousse» Рафанель совершил свой дебют в качестве пилота Формулы-1. Но ему не удалось пройти квалификацию, и он не смог выйти на старт.
В 1989 году перешёл в команду «Coloni», но в девяти из десяти гонок он не смог пройти даже предквалификацию. Исключением стал Гран-при Монако, где ему впервые удалось выйти на старт, однако сошёл на девятнадцатом круге. Это сделало единственным пилотом в истории Формулы-1, чья единственная гонка была в княжестве. Начиная с Гран-при Бельгии выступал за команду «Rial», тем не менее ни в одной из шести гонок он не смог выйти на старт.

### Кузовные гонки
Впоследствии француз стал заводским пилотом Toyota, выступая в Японии в таких сериях, как JTCC и JGTC, вплоть до 2000 года. Помимо этого он принимал участие в 24 часах Ле-Мана. В 1997 году Рафанель одержал победу в классе GT1.

## Результаты выступлений в Формуле-1
| Легенда к таблице |                                                                    |
| --- | ------------------------------------------------------------------ |
| В таблице перечислены результаты всех Гран-при Формулы-1, в которых принимал участие гонщик. Строками таблицы являются сезоны, столбцами — этапы чемпионата мира. В каждой клетке указаны сокращённое название этапа и результат, дополнительно обозначенный цветом. Расшифровка обозначений и цветов представлена в нижеследующей таблице. |                                                                    |
| \| Пример \| Описание \| \| ------------ \| ------------------------------------------------------------------ \| \| 1 \| Победитель \| \| 2 \| Второе место \| \| 3 \| Третье место \| \| 5 \| Финишировал, заработав очки \| \| Сход \| Не финишировал, но при этом заработал очки \| \| 12 \| Финишировал, не получив очков \| \| НКЛ \| Финишировал, но не попал в финальную классификацию \| \| 15 \| Участвовал вне зачёта, либо по отдельной классификации \| \| 18 \| Не финишировал, но попал в финальную классификацию \| \| Сход \| Не финишировал \| \| НКВ \| Не прошёл квалификацию \| \| НПКВ \| Не прошёл предквалификацию \| \| ДСК \| Дисквалифицирован \| \| ИСК \| Исключён из протокола соревнований \| \| ТТ \| Заявлен для участия только в тренировках \| \| НС \| Участвовал в квалификации, но не стартовал в гонке \| \| Т \| Травмирован или болен \| \| ОТК \| Отказ от участия \| \| НТР \| Прибыл на соревнования, но на трассу не выезжал \| \| НПР \| Был заявлен в числе участников, но не прибыл к началу соревнований \| \| О \| Соревнования отменены \| \| \| Не участвовал \| \| Поул-позиция \| \| \| Быстрый круг \| \| |                                                                    |
| Пример | Описание                                                           |
| 1 | Победитель                                                         |
| 2 | Второе место                                                       |
| 3 | Третье место                                                       |
| 5 | Финишировал, заработав очки                                        |
| Сход | Не финишировал, но при этом заработал очки                         |
| 12 | Финишировал, не получив очков                                      |
| НКЛ | Финишировал, но не попал в финальную классификацию                 |
| 15 | Участвовал вне зачёта, либо по отдельной классификации             |
| 18 | Не финишировал, но попал в финальную классификацию                 |
| Сход | Не финишировал                                                     |
| НКВ | Не прошёл квалификацию                                             |
| НПКВ | Не прошёл предквалификацию                                         |
| ДСК | Дисквалифицирован                                                  |
| ИСК | Исключён из протокола соревнований                                 |
| ТТ | Заявлен для участия только в тренировках                           |
| НС | Участвовал в квалификации, но не стартовал в гонке                 |
| Т | Травмирован или болен                                              |
| ОТК | Отказ от участия                                                   |
| НТР | Прибыл на соревнования, но на трассу не выезжал                    |
| НПР | Был заявлен в числе участников, но не прибыл к началу соревнований |
| О | Соревнования отменены                                              |
| | Не участвовал                                                      |
| Поул-позиция |                                                                    |
| Быстрый круг |                                                                    |

| Год  | Команда           | Шасси       | Мотор       | 1        | 2        | 3        | 4        | 5        | 6        | 7        | 8        | 9        | 10       | 11      | 12      | 13      | 14      | 15      | 16      | Место | Очки |
| ---- | ----------------- | ----------- | ----------- | -------- | -------- | -------- | -------- | -------- | -------- | -------- | -------- | -------- | -------- | ------- | ------- | ------- | ------- | ------- | ------- | ----- | ---- |
| 1988 | Larrousse Calmels | Lola LC88   | Cosworth V8 | БРА      | САН      | МОН      | МЕК      | КАН      | ДЕТ      | ФРА      | ВЕЛ      | ГЕР      | ВЕН      | БЕЛ     | ИТА     | ПОР     | ИСП     | ЯПО     | АВС НКВ | НКЛ   | 0    |
| 1989 | Coloni SpA        | Coloni FC88 | Cosworth V8 | БРА НПКВ | САН НПКВ | МОН Сход | МЕК НПКВ | США НПКВ |          |          |          |          | ВЕН НПКВ |         |         |         |         |         |         | НКЛ   | 0    |
| 1989 | Coloni SpA        | Coloni C3   | Cosworth V8 |          |          |          |          |          | КАН НПКВ | ФРА НПКВ |          |          |          |         |         |         |         |         |         | НКЛ   | 0    |
| 1989 | Coloni SpA        | Coloni FC3  | Cosworth V8 |          |          |          |          |          |          |          | ВЕЛ НПКВ | ГЕР НПКВ |          |         |         |         |         |         |         | НКЛ   | 0    |
| 1989 | Rial Racing       | Rial ARC2   | Cosworth V8 |          |          |          |          |          |          |          |          |          |          | БЕЛ НКВ | ИТА НКВ | ПОР НКВ | ИСП НКВ | ЯПО НКВ | АВС НКВ | НКЛ   | 0    |